# Сингх, Далип (экономист)
Далип Сингх (род. 12 марта 1976) — американский экономический советник, который был заместителем советника по национальной безопасности по международной экономике в администрации Байдена, а затем присоединился к PGIM Fixed Income в июне 2022 года в качестве главного специалиста по глобальной экономике.
Является одним из главных архитекторов пакета санкций, которые США ввели в отношении России в 2022 году, был в авангарде разработки и преподавания «экономического государственного управления» на стыке экономической политики и национальной безопасности, в том числе в качестве преподавателя аспирантуры в Школе перспективных международных исследований Джонса Хопкинса.